# 金永東
金 永東（キム・ヨンドン、朝鮮語: 김영동、1906年または1907年9月1日 - 没年不詳）は、日本統治時代の朝鮮の独立運動家、大韓民国の実業家、政治家。制憲韓国国会議員。

## 経歴
全羅北道高敞郡茂長面出身。漢文修学、井邑公立普通学校、高敞高等普通学校、京城苦学堂卒。また、早稲田大学政治経済科の通信講義を受けた。1929年から北間島、延吉、龍井、沿海州で独立運動を展開し、1936年から1938年まで投獄された経験がある。また、1936年から奉天で木炭ガス発生器の製作所を運営し、1940年から同地で代替燃料自動車の製作販売業に従事した。光復後は朝鮮電化社社長を務め、1948年の初代総選挙で国会議員に当選し、国会交通逓信委員長を務めた。朝鮮戦争中の1950年7月に北朝鮮に拉致され、在北平和統一促進協議会常務委員を務めた後、1958年に労働者に転落した。